# Senatorowie VII kadencji Senatu Rzeczypospolitej Polskiej

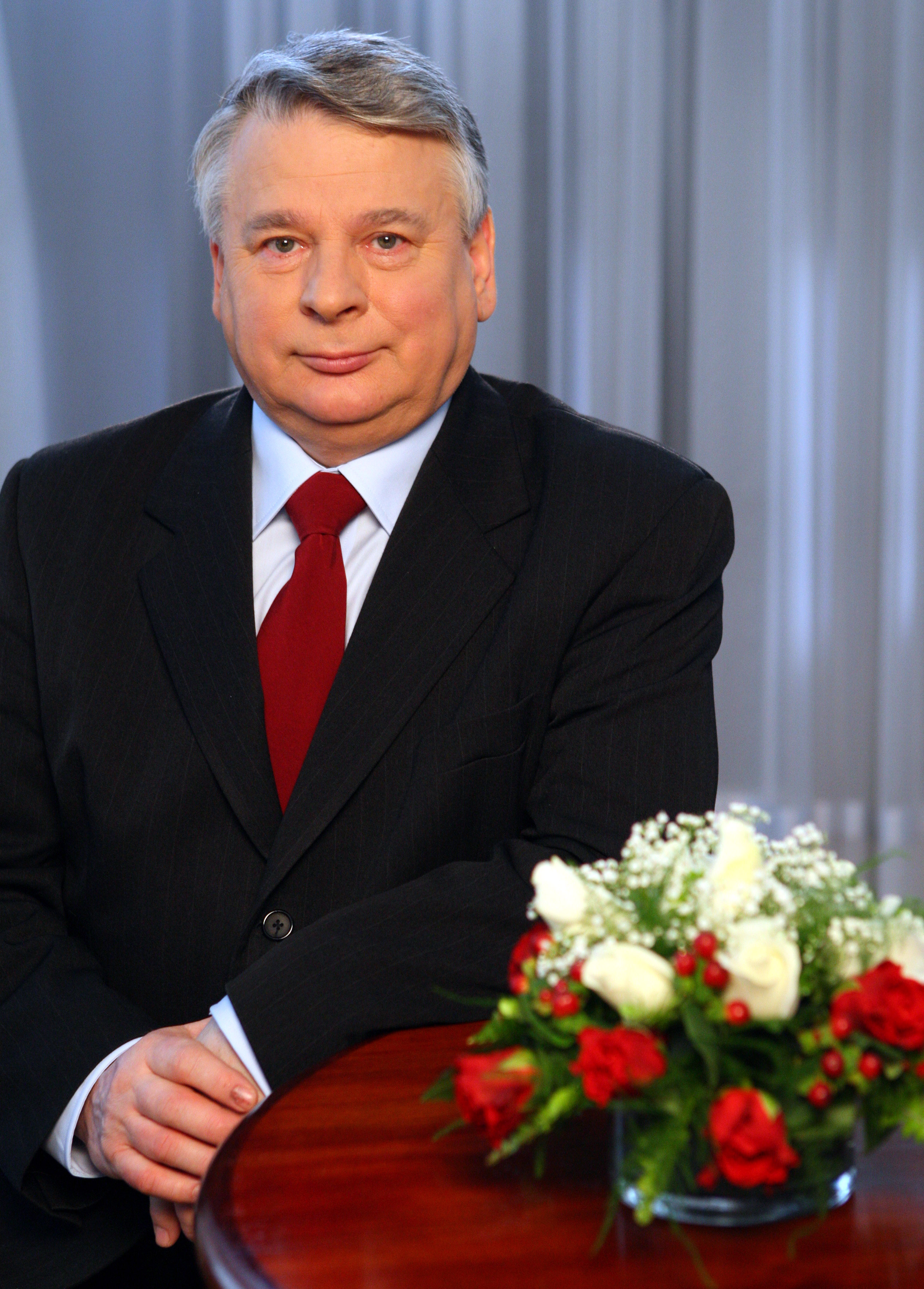
Bogdan Borusewicz – marszałek Senatu VII kadencji

Senatorowie VII kadencji zostali wybrani 21 października 2007 oraz w wyniku wyborów uzupełniających 22 czerwca 2008, 20 czerwca 2010 i 6 lutego 2011. Senatorowie złożyli ślubowanie na pierwszym posiedzeniu Senatu VII kadencji wyznaczonym na 5 listopada 2007, a ich kadencja upłynęła w przeddzień pierwszego posiedzenia następnego Sejmu, tj. 7 listopada 2011.
W wyniku wyborów parlamentarnych w 2007 wybrano 100 senatorów. Zostali oni wyłonieni w głosowaniu większościowym w 40 okręgach wyborczych, w których wybierano od 2 do 4 senatorów na zasadzie większości względnej. 60 nowo wybranych senatorów reprezentowało Platformę Obywatelską (PO), 39 kandydowało z ramienia Prawa i Sprawiedliwości (PiS), 1 mandat uzyskał kandydat niezależny. Wśród nich znalazło się 8 kobiet i 92 mężczyzn. Brak przynależności partyjnej deklarowało wybranych 24 senatorów. 44 osoby po raz pierwszy uzyskały mandaty w polskim parlamencie, 56 osób posiadało doświadczenie parlamentarne wynikające z zasiadania w Sejmie lub Senacie.
1. posiedzenie Senatu VII kadencji rozpoczęło się w dniu 5 listopada 2007, funkcję marszałka seniora pełnił najstarszy wiekiem senator – Ryszard Bender.
W trakcie kadencji pięciokrotnie w trzech terminach przeprowadzono wybory uzupełniające. W czterech przypadkach przyczyną ich zarządzenia była śmierć senatorów wybranych w wyborach parlamentarnych w 2007, w jednym – wygaśnięcie mandatu z powodu wyboru na prezydenta miasta w wyborach samorządowych w 2010.

## Kluby w Senacie w trakcie kadencji
| \| Ugrupowanie polityczne \| Ugrupowanie polityczne \| XI 2007[6] \| XI 2011 \| +/– \| \| ---------------------- \| ----------------------------- \| ---------- \| ------- \| --- \| \| \| Platforma Obywatelska \| 59 \| 52 \| 7 \| \| \| Prawo i Sprawiedliwość \| 38 \| 37 \| 1 \| \| \| Obywatele do Senatu[a] \| – \| 3 \| – \| \| \| Polskie Stronnictwo Ludowe[b] \| – \| 2 \| – \| \| \| Polska Jest Najważniejsza[c] \| – \| 1 \| – \| \| \| Senatorowie niezrzeszeni[d] \| 3 \| 5 \| 2 \| \| Razem \| Razem \| 100 \| 100 \| 100 \| | Podział 100 mandatów: PO: 59 PiS: 38 Niezrz.: 3 |         |         |     |
| Ugrupowanie polityczne | Ugrupowanie polityczne                          | XI 2007 | XI 2011 | +/– |
| | Platforma Obywatelska                           | 59      | 52      | 7   |
| | Prawo i Sprawiedliwość                          | 38      | 37      | 1   |
| | Obywatele do Senatu                             | –       | 3       | –   |
| | Polskie Stronnictwo Ludowe                      | –       | 2       | –   |
| | Polska Jest Najważniejsza                       | –       | 1       | –   |
| | Senatorowie niezrzeszeni                        | 3       | 5       | 2   |
| Razem | Razem                                           | 100     | 100     | 100 |

## Prezydium Senatu VII kadencji
| Senator                                                              | Senator              | Funkcja                  | Klub                      | Czas pełnienia funkcji | Czas pełnienia funkcji |
| Senator                                                              | Senator              | Funkcja                  | Klub                      | Od                     | Do                     |
| -------------------------------------------------------------------- | -------------------- | ------------------------ | ------------------------- | ---------------------- | ---------------------- |
|                                                                      | Ryszard Bender       | Marszałek senior         | KP Prawo i Sprawiedliwość | 5 listopada 2007(dts)  | 5 listopada 2007(dts)  |
| Marszałek senior przewodniczy obradom Senatu przed wyborem Prezydium |                      |                          |                           |                        |                        |
|                                                                      | Bogdan Borusewicz    | Marszałek Senatu         | KS Platforma Obywatelska  | 5 listopada 2007(dts)  | 7 listopada 2011(dts)  |
| Krystyna Bochenek                                                    | Wicemarszałek Senatu | KS Platforma Obywatelska | 5 listopada 2007(dts)     | 10 kwietnia 2010(dts)  |                        |
| Marek Ziółkowski                                                     | Wicemarszałek Senatu | KS Platforma Obywatelska | 5 listopada 2007(dts)     | 7 listopada 2011(dts)  |                        |
|                                                                      | Zbigniew Romaszewski | Wicemarszałek Senatu     | KP Prawo i Sprawiedliwość | 28 listopada 2007(dts) | 7 listopada 2011(dts)  |
|                                                                      | Grażyna Sztark       | Wicemarszałek Senatu     | KS Platforma Obywatelska  | 17 listopada 2010(dts) | 7 listopada 2011(dts)  |

Bogdan Borusewicz został wybrany na to stanowisko po raz drugi.
Ponadto 6 listopada 2007 wybrano 8 sekretarzy: Małgorzatę Adamczak (PO), Dorotę Arciszewską-Mielewczyk (PiS), Przemysława Błaszczyka (PiS), Stanisława Gorczycę (PO), Waldemara Kraskę (PiS), Andrzeja Mazurkiewicza (PiS), Andrzeja Szewińskiego (PO) i Grażynę Sztark (PO).

## Senatorowie VII kadencji
Kolorem szarym wyróżniono senatora, którego mandat wygasł w czasie trwania kadencji izby.

### Senatorowie wybrani 21 października 2007
| Zdjęcie                       |                               | Senator                  | Komitet wyborczy          | Okręg                | Siedziba OKW                                                                                           | Dotychczasowy staż parlamentarny                                             | % Głosów |
| ----------------------------- | ----------------------------- | ------------------------ | ------------------------- | -------------------- | --- | ---------------------------------------------------------------------------- | -------- |
| Łukasz Abgarowicz             |                               | Łukasz Abgarowicz        | Platforma Obywatelska RP  | 19                   | Warszawa                                                                                               | poseł na Sejm IV i V kadencji (2001–2007)                                    | 48,51    |
| Małgorzata Adamczak           | Małgorzata Adamczak           | Platforma Obywatelska RP | 35                        | Kalisz               | wybrana po raz pierwszy                                                                                | 35,64                                                                        |          |
| Piotr Andrzejewski            |                               | Piotr Andrzejewski       | Prawo i Sprawiedliwość    | 19                   | Warszawa                                                                                               | senator I, II, III, IV i VI kadencji (1989–2001, 2005–2007)                  | 33,97    |
| Dorota Arciszewska-Mielewczyk | Dorota Arciszewska-Mielewczyk | Prawo i Sprawiedliwość   | 25                        | Gdynia               | senator VI kadencji (2005–2007); poseł na Sejm III i IV kadencji (1997–2005)                           | 27,98                                                                        |          |
| Mieczysław Augustyn           |                               | Mieczysław Augustyn      | Platforma Obywatelska RP  | 37                   | Piła                                                                                                   | senator VI kadencji (2005–2007)                                              | 42,15    |
| Grzegorz Banaś                |                               | Grzegorz Banaś           | Prawo i Sprawiedliwość    | 32                   | Kielce                                                                                                 | wybrany po raz pierwszy                                                      | 36,64    |
| Ryszard Bender                | Ryszard Bender                | Prawo i Sprawiedliwość   | 6                         | Lublin               | senator II i VI kadencji (1991–1993, 2005–2007) poseł na Sejm VII i IX kadencji (1976–1980, 1985–1989) | 33,64                                                                        |          |
| Józef Bergier                 |                               | Józef Bergier            | Platforma Obywatelska RP  | 7                    | Chełm                                                                                                  | poseł na Sejm III kadencji (1997–2001)                                       | 22,13    |
| Stanisław Bisztyga            | Stanisław Bisztyga            | Platforma Obywatelska RP | 12                        | Kraków               | wybrany po raz pierwszy                                                                                | 37,88                                                                        |          |
| Przemysław Błaszczyk          |                               | Przemysław Błaszczyk     | Prawo i Sprawiedliwość    | 11                   | Sieradz                                                                                                | wybrany po raz pierwszy                                                      | 31,28    |
| Krystyna Bochenek             |                               | Krystyna Bochenek        | Platforma Obywatelska RP  | 30                   | Katowice                                                                                               | senator V i VI kadencji (2004–2007)                                          | 54,58    |
| Bogdan Borusewicz             | Bogdan Borusewicz             | Platforma Obywatelska RP | 24                        | Gdańsk               | senator VI kadencji (2005–2007) poseł na Sejm I, II i III kadencji (1991–2001)                         | 56,41                                                                        |          |
| Barbara Borys-Damięcka        | Barbara Borys-Damięcka        | Platforma Obywatelska RP | 18                        | Warszawa             | wybrana po raz pierwszy                                                                                | 52,95                                                                        |          |
| Jerzy Chróścikowski           |                               | Jerzy Chróścikowski      | Prawo i Sprawiedliwość    | 7                    | Chełm                                                                                                  | senator IV i VI kadencji (1997–2001, 2005–2007)                              | 28,59    |
| Zbigniew Cichoń               | Zbigniew Cichoń               | Prawo i Sprawiedliwość   | 12                        | Kraków               | wybrany po raz pierwszy                                                                                | 30,46                                                                        |          |
| Lucjan Cichosz                | Lucjan Cichosz                | Prawo i Sprawiedliwość   | 7                         | Chełm                | wybrany po raz pierwszy                                                                                | 25,32                                                                        |          |
| Włodzimierz Cimoszewicz       |                               | Włodzimierz Cimoszewicz  | KWW Cimoszewicz do Senatu | 23                   | Białystok                                                                                              | poseł na Sejm X, I, II, III i IV kadencji (1989–2005)                        | 37,86    |
| Grzegorz Czelej               |                               | Grzegorz Czelej          | Prawo i Sprawiedliwość    | 6                    | Lublin                                                                                                 | wybrany po raz pierwszy                                                      | 34,67    |
| Władysław Dajczak             | Władysław Dajczak             | Prawo i Sprawiedliwość   | 8                         | Zielona Góra         | wybrany po raz pierwszy                                                                                | 22,79                                                                        |          |
| Wiesław Dobkowski             | Wiesław Dobkowski             | Prawo i Sprawiedliwość   | 10                        | Piotrków Trybunalski | wybrany po raz pierwszy                                                                                | 26,20                                                                        |          |
| Jan Dobrzyński                | Jan Dobrzyński                | Prawo i Sprawiedliwość   | 23                        | Białystok            | wybrany po raz pierwszy                                                                                | 32,06                                                                        |          |
| Jarosław Duda                 |                               | Jarosław Duda            | Platforma Obywatelska RP  | 3                    | Wrocław                                                                                                | poseł na Sejm IV i V kadencji (2004–2007)                                    | 42,70    |
| Janina Fetlińska              |                               | Janina Fetlińska         | Prawo i Sprawiedliwość    | 15                   | Płock                                                                                                  | senator VI kadencji (2005–2007)                                              | 33,58    |
| Piotr Głowski                 |                               | Piotr Głowski            | Platforma Obywatelska RP  | 37                   | Piła                                                                                                   | wybrany po raz pierwszy                                                      | 29,28    |
| Stanisław Gogacz              |                               | Stanisław Gogacz         | Prawo i Sprawiedliwość    | 6                    | Lublin                                                                                                 | senator IV kadencji (1997–2001)                                              | 29,58    |
| Stanisław Gorczyca            |                               | Stanisław Gorczyca       | Platforma Obywatelska RP  | 33                   | Elbląg                                                                                                 | poseł na Sejm IV i V kadencji (2001–2007)                                    | 38,68    |
| Ryszard Górecki               | Ryszard Górecki               | Platforma Obywatelska RP | 34                        | Olsztyn              | senator VI kadencji (2005–2007)                                                                        | 49,32                                                                        |          |
| Henryk Górski                 |                               | Henryk Górski            | Prawo i Sprawiedliwość    | 17                   | Siedlce                                                                                                | senator VI kadencji (2005–2007)                                              | 27,13    |
| Maciej Grubski                |                               | Maciej Grubski           | Platforma Obywatelska RP  | 9                    | Łódź                                                                                                   | wybrany po raz pierwszy                                                      | 34,72    |
| Piotr Gruszczyński            | Piotr Gruszczyński            | Platforma Obywatelska RP | 36                        | Konin                | wybrany po raz pierwszy                                                                                | 27,73                                                                        |          |
| Tadeusz Gruszka               |                               | Tadeusz Gruszka          | Prawo i Sprawiedliwość    | 29                   | Rybnik                                                                                                 | wybrany po raz pierwszy                                                      | 38,21    |
| Andrzej Grzyb                 |                               | Andrzej Grzyb            | Platforma Obywatelska RP  | 24                   | Gdańsk                                                                                                 | wybrany po raz pierwszy                                                      | 37,90    |
| Witold Idczak                 |                               | Witold Idczak            | Prawo i Sprawiedliwość    | 1                    | Legnica                                                                                                | wybrany po raz pierwszy                                                      | 26,46    |
| Stanisław Iwan                |                               | Stanisław Iwan           | Platforma Obywatelska RP  | 8                    | Zielona Góra                                                                                           | wybrany po raz pierwszy                                                      | 34,35    |
| Kazimierz Jaworski            |                               | Kazimierz Jaworski       | Prawo i Sprawiedliwość    | 22                   | Rzeszów                                                                                                | senator V kadencji (2004–2005)                                               | 38,20    |
| Stanisław Jurcewicz           |                               | Stanisław Jurcewicz      | Platforma Obywatelska RP  | 2                    | Wałbrzych                                                                                              | wybrany po raz pierwszy                                                      | 39,12    |
| Piotr Kaleta                  |                               | Piotr Kaleta             | Prawo i Sprawiedliwość    | 35                   | Kalisz                                                                                                 | wybrany po raz pierwszy                                                      | 22,90    |
| Stanisław Karczewski          | Stanisław Karczewski          | Prawo i Sprawiedliwość   | 16                        | Radom                | senator VI kadencji (2005–2007)                                                                        | 37,03                                                                        |          |
| Leon Kieres                   |                               | Leon Kieres              | Platforma Obywatelska RP  | 3                    | Wrocław                                                                                                | senator IV kadencji (1997–2000)                                              | 46,54    |
| Kazimierz Kleina              | Kazimierz Kleina              | Platforma Obywatelska RP | 25                        | Gdynia               | senator IV kadencji (1997–2001) poseł na Sejm V kadencji (2005–2007)                                   | 43,51                                                                        |          |
| Maciej Klima                  |                               | Maciej Klima             | Prawo i Sprawiedliwość    | 14                   | Tarnów                                                                                                 | wybrany po raz pierwszy                                                      | 36,83    |
| Paweł Klimowicz               |                               | Paweł Klimowicz          | Platforma Obywatelska RP  | 12                   | Kraków                                                                                                 | wybrany po raz pierwszy                                                      | 33,29    |
| Ryszard Knosala               | Ryszard Knosala               | Platforma Obywatelska RP | 20                        | Opole                | poseł na Sejm V kadencji (2005–2007)                                                                   | 40,16                                                                        |          |
| Stanisław Kogut               |                               | Stanisław Kogut          | Prawo i Sprawiedliwość    | 13                   | Nowy Sącz                                                                                              | senator VI kadencji (2005–2007)                                              | 54,15    |
| Marek Konopka                 |                               | Marek Konopka            | Platforma Obywatelska RP  | 34                   | Olsztyn                                                                                                | wybrany po raz pierwszy                                                      | 31,17    |
| Bronisław Korfanty            |                               | Bronisław Korfanty       | Prawo i Sprawiedliwość    | 30                   | Katowice                                                                                               | senator VI kadencji (2005–2007)                                              | 27,73    |
| Sławomir Kowalski             |                               | Sławomir Kowalski        | Platforma Obywatelska RP  | 26                   | Bielsko-Biała                                                                                          | wybrany po raz pierwszy                                                      | 33,72    |
| Norbert Krajczy               |                               | Norbert Krajczy          | Prawo i Sprawiedliwość    | 20                   | Opole                                                                                                  | wybrany po raz pierwszy                                                      | 20,08    |
| Waldemar Kraska               | Waldemar Kraska               | Prawo i Sprawiedliwość   | 17                        | Siedlce              | senator VI kadencji (2005–2007)                                                                        | 31,48                                                                        |          |
| Krzysztof Kwiatkowski         |                               | Krzysztof Kwiatkowski    | Platforma Obywatelska RP  | 9                    | Łódź                                                                                                   | wybrany po raz pierwszy                                                      | 38,85    |
| Roman Ludwiczuk               | Roman Ludwiczuk               | Platforma Obywatelska RP | 2                         | Wałbrzych            | senator VI kadencji (2005–2007)                                                                        | 34,16                                                                        |          |
| Krzysztof Majkowski           |                               | Krzysztof Majkowski      | Prawo i Sprawiedliwość    | 17                   | Siedlce                                                                                                | wybrany po raz pierwszy                                                      | 26,84    |
| Adam Massalski                | Adam Massalski                | Prawo i Sprawiedliwość   | 32                        | Kielce               | senator VI kadencji (2005–2007)                                                                        | 27,71                                                                        |          |
| Andrzej Mazurkiewicz          | Andrzej Mazurkiewicz          | Prawo i Sprawiedliwość   | 21                        | Krosno               | senator IV i VI kadencji (1997–2001, 2005–2007) poseł na Sejm I kadencji (1991–1993)                   | 39,21                                                                        |          |
| Zbigniew Meres                |                               | Zbigniew Meres           | Platforma Obywatelska RP  | 31                   | Sosnowiec                                                                                              | wybrany po raz pierwszy                                                      | 30,44    |
| Tomasz Misiak                 | Tomasz Misiak                 | Platforma Obywatelska RP | 1                         | Legnica              | senator VI kadencji (2005–2007)                                                                        | 39,82                                                                        |          |
| Andrzej Misiołek              | Andrzej Misiołek              | Platforma Obywatelska RP | 28                        | Gliwice              | wybrany po raz pierwszy                                                                                | 39,26                                                                        |          |
| Antoni Motyczka               | Antoni Motyczka               | Platforma Obywatelska RP | 29                        | Rybnik               | senator VI kadencji (2005–2007)                                                                        | 42,40                                                                        |          |
| Rafał Muchacki                | Rafał Muchacki                | Platforma Obywatelska RP | 26                        | Bielsko-Biała        | poseł na Sejm V kadencji (2005–2007)                                                                   | 34,09                                                                        |          |
| Ireneusz Niewiarowski         | Ireneusz Niewiarowski         | Platforma Obywatelska RP | 36                        | Konin                | senator I kadencji (1989–1991) poseł na Sejm I, III i IV kadencji (1991–1993, 1997–2005)               | 25,94                                                                        |          |
| Michał Okła                   | Michał Okła                   | Platforma Obywatelska RP | 32                        | Kielce               | senator VI kadencji (2005–2007)                                                                        | 28,25                                                                        |          |
| Jan Olech                     | Jan Olech                     | Platforma Obywatelska RP | 40                        | Szczecin             | wybrany po raz pierwszy                                                                                | 36,94                                                                        |          |
| Władysław Ortyl               |                               | Władysław Ortyl          | Prawo i Sprawiedliwość    | 22                   | Rzeszów                                                                                                | senator VI kadencji (2005–2007)                                              | 37,96    |
| Andrzej Owczarek              |                               | Andrzej Owczarek         | Platforma Obywatelska RP  | 11                   | Sieradz                                                                                                | senator VI kadencji (2005–2007)                                              | 28,40    |
| Maria Pańczyk-Pozdziej        | Maria Pańczyk-Pozdziej        | Platforma Obywatelska RP | 28                        | Gliwice              | senator VI kadencji (2005–2007)                                                                        | 44,49                                                                        |          |
| Bohdan Paszkowski             |                               | Bohdan Paszkowski        | Prawo i Sprawiedliwość    | 23                   | Białystok                                                                                              | wybrany po raz pierwszy                                                      | 27,86    |
| Zbigniew Pawłowicz            |                               | Zbigniew Pawłowicz       | Platforma Obywatelska RP  | 4                    | Bydgoszcz                                                                                              | wybrany po raz pierwszy                                                      | 33,36    |
| Andrzej Person                | Andrzej Person                | Platforma Obywatelska RP | 5                         | Toruń                | senator VI kadencji (2005–2007)                                                                        | 29,36                                                                        |          |
| Antoni Piechniczek            | Antoni Piechniczek            | Platforma Obywatelska RP | 30                        | Katowice             | wybrany po raz pierwszy                                                                                | 44,22                                                                        |          |
| Krzysztof Piesiewicz          | Krzysztof Piesiewicz          | Platforma Obywatelska RP | 18                        | Warszawa             | senator II, IV, V i VI kadencji (1991–1993, 1997–2007)                                                 | 47,84                                                                        |          |
| Stanisław Piotrowicz          |                               | Stanisław Piotrowicz     | Prawo i Sprawiedliwość    | 21                   | Krosno                                                                                                 | senator VI kadencji (2005–2007)                                              | 33,22    |
| Zdzisław Pupa                 | Zdzisław Pupa                 | Prawo i Sprawiedliwość   | 22                        | Rzeszów              | poseł na Sejm III kadencji (1997–2001)                                                                 | 29,48                                                                        |          |
| Janusz Rachoń                 |                               | Janusz Rachoń            | Platforma Obywatelska RP  | 24                   | Gdańsk                                                                                                 | wybrany po raz pierwszy                                                      | 37,12    |
| Marek Rocki                   | Marek Rocki                   | Platforma Obywatelska RP | 18                        | Warszawa             | senator VI kadencji (2005–2007)                                                                        | 38,37                                                                        |          |
| Zbigniew Romaszewski          |                               | Zbigniew Romaszewski     | Prawo i Sprawiedliwość    | 18                   | Warszawa                                                                                               | senator I, II, III, IV, V i VI kadencji (1989–2007)                          | 28,87    |
| Jadwiga Rotnicka              |                               | Jadwiga Rotnicka         | Platforma Obywatelska RP  | 38                   | Poznań                                                                                                 | wybrana po raz pierwszy                                                      | 58,84    |
| Jan Rulewski                  | Jan Rulewski                  | Platforma Obywatelska RP | 4                         | Bydgoszcz            | poseł na Sejm I, II i III kadencji (1991–2001)                                                         | 33,71                                                                        |          |
| Czesław Ryszka                |                               | Czesław Ryszka           | Prawo i Sprawiedliwość    | 27                   | Częstochowa                                                                                            | senator VI kadencji (2005, 2006–2007) poseł na Sejm III kadencji (1997–2001) | 29,25    |
| Sławomir Sadowski             | Sławomir Sadowski             | Prawo i Sprawiedliwość   | 33                        | Elbląg               | senator VI kadencji (2005–2007)                                                                        | 28,03                                                                        |          |
| Janusz Sepioł                 |                               | Janusz Sepioł            | Platforma Obywatelska RP  | 12                   | Kraków                                                                                                 | wybrany po raz pierwszy                                                      | 36,38    |
| Władysław Sidorowicz          | Władysław Sidorowicz          | Platforma Obywatelska RP | 3                         | Wrocław              | senator VI kadencji (2005–2007)                                                                        | 36,16                                                                        |          |
| Tadeusz Skorupa               |                               | Tadeusz Skorupa          | Prawo i Sprawiedliwość    | 13                   | Nowy Sącz                                                                                              | wybrany po raz pierwszy                                                      | 35,82    |
| Wojciech Skurkiewicz          | Wojciech Skurkiewicz          | Prawo i Sprawiedliwość   | 16                        | Radom                | wybrany po raz pierwszy                                                                                | 28,98                                                                        |          |
| Eryk Smulewicz                |                               | Eryk Smulewicz           | Platforma Obywatelska RP  | 15                   | Płock                                                                                                  | wybrany po raz pierwszy                                                      | 32,15    |
| Jacek Swakoń                  | Jacek Swakoń                  | Platforma Obywatelska RP | 1                         | Legnica              | poseł na Sejm III kadencji (1997–2001)                                                                 | 33,23                                                                        |          |
| Zbigniew Szaleniec            | Zbigniew Szaleniec            | Platforma Obywatelska RP | 31                        | Sosnowiec            | senator VI kadencji (2005–2007)                                                                        | 30,24                                                                        |          |
| Andrzej Szewiński             | Andrzej Szewiński             | Platforma Obywatelska RP | 27                        | Częstochowa          | wybrany po raz pierwszy                                                                                | 31,90                                                                        |          |
| Grażyna Sztark                | Grażyna Sztark                | Platforma Obywatelska RP | 39                        | Koszalin             | wybrana po raz pierwszy                                                                                | 37,31                                                                        |          |
| Marek Trzciński               | Marek Trzciński               | Platforma Obywatelska RP | 11                        | Sieradz              | wybrany po raz pierwszy                                                                                | 26,28                                                                        |          |
| Piotr Wach                    | Piotr Wach                    | Platforma Obywatelska RP | 20                        | Opole                | senator VI kadencji (2005–2007)                                                                        | 34,04                                                                        |          |
| Kazimierz Wiatr               |                               | Kazimierz Wiatr          | Prawo i Sprawiedliwość    | 14                   | Tarnów                                                                                                 | senator VI kadencji (2005–2007)                                              | 35,96    |
| Mariusz Witczak               |                               | Mariusz Witczak          | Platforma Obywatelska RP  | 35                   | Kalisz                                                                                                 | senator VI kadencji (2005–2007)                                              | 31,88    |
| Edmund Wittbrodt              | Edmund Wittbrodt              | Platforma Obywatelska RP | 25                        | Gdynia               | senator IV, V, i VI kadencji (1997–2007) poseł do Parlamentu Europejskiego V kadencji (2004)           | 48,21                                                                        |          |
| Grzegorz Wojciechowski        |                               | Grzegorz Wojciechowski   | Prawo i Sprawiedliwość    | 10                   | Piotrków Trybunalski                                                                                   | wybrany po raz pierwszy                                                      | 27,90    |
| Michał Wojtczak               |                               | Michał Wojtczak          | Platforma Obywatelska RP  | 5                    | Toruń                                                                                                  | senator VI kadencji (2005–2007) poseł na Sejm III kadencji (1997–2001)       | 26,17    |
| Henryk Woźniak                | Henryk Woźniak                | Platforma Obywatelska RP | 8                         | Zielona Góra         | wybrany po raz pierwszy                                                                                | 35,35                                                                        |          |
| Jan Wyrowiński                | Jan Wyrowiński                | Platforma Obywatelska RP | 5                         | Toruń                | poseł na Sejm X, I, II, III i V kadencji (1989–2001, 2005–2007)                                        | 28,68                                                                        |          |
| Krzysztof Zaremba             | Krzysztof Zaremba             | Platforma Obywatelska RP | 40                        | Szczecin             | poseł na Sejm IV i V kadencji (2001–2007)                                                              | 46,25                                                                        |          |
| Piotr Zientarski              | Piotr Zientarski              | Platforma Obywatelska RP | 39                        | Koszalin             | senator VI kadencji (2005–2007)                                                                        | 36,59                                                                        |          |
| Marek Ziółkowski              | Marek Ziółkowski              | Platforma Obywatelska RP | 38                        | Poznań               | senator VI kadencji (2005–2007)                                                                        | 63,22                                                                        |          |

### Senatorowie wybrani w wyborach uzupełniających
| Zdjęcie         |  | Senator         | Komitet wyborczy              | Data wyboru          | Okręg | Siedziba OKW | Dotychczasowy staż parlamentarny                                        | % Głosów |
| --------------- |  | --------------- | ----------------------------- | -------------------- | ----- | ------------ | ----------------------------------------------------------------------- | -------- |
| Stanisław Zając |  | Stanisław Zając | Prawo i Sprawiedliwość        | 22 czerwca 2008(dts) | 21    | Przemyśl     | poseł na Sejm I, III, V i VI kadencji (1991–1993, 1997–2001, 2005–2008) | 48,38    |
| Michał Boszko   |  | Michał Boszko   | Polskie Stronnictwo Ludowe    | 20 czerwca 2010(dts) | 15    | Płock        | wybrany po raz pierwszy                                                 | 42,72    |
| Leszek Piechota |  | Leszek Piechota | Platforma Obywatelska RP      | 20 czerwca 2010(dts) | 30    | Katowice     | wybrany po raz pierwszy                                                 | 59,84    |
| Alicja Zając    |  | Alicja Zając    | Prawo i Sprawiedliwość        | 20 czerwca 2010(dts) | 21    | Przemyśl     | wybrana po raz pierwszy                                                 | 100,00   |
| Henryk Stokłosa |  | Henryk Stokłosa | KWW Henryka Tadeusza Stokłosy | 6 lutego 2011(dts)   | 37    | Piła         | senator I, II, III, IV i V kadencji (1989–2005)                         | 39,90    |

### Senatorowie, których mandat wygasł w trakcie kadencji (5 senatorów)
| Senator         | Senator               | Data wygaśnięcia mandatu | Przyczyna                       | Następca     | Następca        |
| --------------- | --------------------- | ------------------------ | ------------------------------- | ------------ | --------------- |
|                 | Andrzej Mazurkiewicz  | 21 marca 2008(dts)       | śmierć                          |              | Stanisław Zając |
|                 | Krystyna Bochenek     | 10 kwietnia 2010(dts)    | śmierć                          |              | Leszek Piechota |
|                 | Janina Fetlińska      | 10 kwietnia 2010(dts)    | śmierć                          |              | Michał Boszko   |
| Stanisław Zając | 10 kwietnia 2010(dts) |                          | śmierć                          | Alicja Zając |                 |
|                 | Piotr Głowski         | 21 listopada 2010(dts)   | wybór na Prezydenta Miasta Piły |              | Henryk Stokłosa |

## Przynależność klubowa (stan na koniec kadencji)
Według stanu na koniec VII kadencji funkcjonowały następujące kluby i koła parlamentarne:
- Klub Senatorów Platforma Obywatelska – 52 senatorów, przewodniczący Marek Rocki[78],
- Klub Parlamentarny Prawo i Sprawiedliwość – 37 senatorów, upoważniony do kierowania Senatorskim Zebraniem Członków KP PiS Stanisław Karczewski[79],
- Klub Poselski Polskiego Stronnictwa Ludowego – 2 senatorów[80],
- Klub Polska Jest Najważniejsza – 1 senator[81],
- Koło Senackie „Obywatele do Senatu” – 3 senatorów, przewodniczący Paweł Klimowicz[82],
- Senatorowie niezrzeszeni – 5 senatorów[83].

| Klub Senatorów Platforma Obywatelska | Klub Senatorów Platforma Obywatelska | Klub Senatorów Platforma Obywatelska | Klub Senatorów Platforma Obywatelska |
| --- | --- | --- | --- |
| | | | |
| - Łukasz Abgarowicz - Małgorzata Adamczak - Mieczysław Augustyn - Józef Bergier - Stanisław Bisztyga - Bogdan Borusewicz - Barbara Borys-Damięcka - Jarosław Duda - Stanisław Gorczyca - Ryszard Górecki - Maciej Grubski - Piotr Gruszczyński - Andrzej Grzyb | - Stanisław Iwan - Stanisław Jurcewicz - Leon Kieres - Kazimierz Kleina - Ryszard Knosala - Marek Konopka - Sławomir Kowalski - Krzysztof Kwiatkowski - Zbigniew Meres - Andrzej Misiołek - Antoni Motyczka - Rafał Muchacki - Ireneusz Niewiarowski | - Michał Okła - Andrzej Owczarek - Maria Pańczyk-Pozdziej - Zbigniew Pawłowicz - Andrzej Person - Antoni Piechniczek - Leszek Piechota - Krzysztof Piesiewicz - Janusz Rachoń - Marek Rocki - Jadwiga Rotnicka - Jan Rulewski - Janusz Sepioł | - Władysław Sidorowicz - Eryk Smulewicz - Zbigniew Szaleniec - Andrzej Szewiński - Grażyna Sztark - Piotr Wach - Mariusz Witczak - Edmund Wittbrodt - Michał Wojtczak - Henryk Woźniak - Jan Wyrowiński - Piotr Zientarski - Marek Ziółkowski |
| Klub Parlamentarny Prawo i Sprawiedliwość | | | |
| | | | |
| - Piotr Andrzejewski - Dorota Arciszewska-Mielewczyk - Ryszard Bender - Przemysław Błaszczyk - Jerzy Chróścikowski - Zbigniew Cichoń - Lucjan Cichosz - Grzegorz Czelej - Władysław Dajczak - Wiesław Dobkowski                                                | - Jan Dobrzyński - Stanisław Gogacz - Henryk Górski - Tadeusz Gruszka - Witold Idczak - Kazimierz Jaworski - Piotr Kaleta - Stanisław Karczewski - Maciej Klima - Stanisław Kogut                                                                    | - Bronisław Korfanty - Waldemar Kraska - Krzysztof Majkowski - Adam Massalski - Władysław Ortyl - Bohdan Paszkowski - Stanisław Piotrowicz - Zdzisław Pupa - Zbigniew Romaszewski - Czesław Ryszka                                            | - Sławomir Sadowski - Tadeusz Skorupa - Wojciech Skurkiewicz - Kazimierz Wiatr - Grzegorz Wojciechowski - Alicja Zając - Krzysztof Zaremba |
| Koło Senackie „Obywatele do Senatu” | | | |
| | | | |
| - Paweł Klimowicz | - Tomasz Misiak | - Marek Trzciński | |
| Klub Poselski Polskiego Stronnictwa Ludowego | | | |
| | | | |
| - Michał Boszko | - Norbert Krajczy | | |
| Klub Polska Jest Najważniejsza | | | |
| | | | |
| - Jacek Swakoń | | | |
| Senatorowie niezrzeszeni | | | |
| | | | |
| - Grzegorz Banaś - Włodzimierz Cimoszewicz | - Roman Ludwiczuk | - Jan Olech | - Henryk Stokłosa |

## Przewodniczący komisji
| Komisja                                                     | Data wyboru       | Przewodniczący komisji     | Przewodniczący komisji     |
| ----------------------------------------------------------- | ----------------- | -------------------------- | -------------------------- |
| Komisja Budżetu i Finansów Publicznych                      | 14 stycznia 2009  |                            | Kazimierz Kleina (PO)      |
| Komisja Gospodarki Narodowej                                | 10 listopada 2007 | Tomasz Misiak (PO)         |                            |
| Komisja Gospodarki Narodowej                                | 18 marca 2009     | Jan Wyrowiński (PO)        |                            |
| Komisja Kultury i Środków Przekazu                          | 10 listopada 2007 |                            | Piotr Andrzejewski (PiS)   |
| Komisja Nauki, Edukacji i Sportu                            | 10 listopada 2007 | Kazimierz Wiatr (PiS)      |                            |
| Komisja Obrony Narodowej                                    | 10 listopada 2007 | Andrzej Mazurkiewicz (PiS) |                            |
| Komisja Obrony Narodowej                                    | 24 lipca 2008     | Stanisław Zając (PiS)      |                            |
| Komisja Obrony Narodowej                                    | 28 maja 2010      | Maciej Klima (PiS)         |                            |
| Komisja Praw Człowieka, Praworządności i Petycji            | 10 listopada 2007 | Zbigniew Romaszewski (PiS) |                            |
| Komisja Praw Człowieka, Praworządności i Petycji            | 7 lutego 2008     | Stanisław Piotrowicz (PiS) |                            |
| Komisja Regulaminowa, Etyki i Spraw Senatorskich            | 6 listopada 2007  |                            | Piotr Zientarski (PO)      |
| Komisja Regulaminowa, Etyki i Spraw Senatorskich            | 2 kwietnia 2009   | Zbigniew Szaleniec (PO)    |                            |
| Komisja Rodziny i Polityki Społecznej                       | 10 listopada 2007 | Mieczysław Augustyn (PO)   |                            |
| Komisja Rolnictwa i Rozwoju Wsi                             | 10 listopada 2007 |                            | Jerzy Chróścikowski (PiS)  |
| Komisja Samorządu Terytorialnego i Administracji Państwowej | 10 listopada 2007 |                            | Mariusz Witczak (PO)       |
| Komisja Spraw Emigracji i Łączności z Polakami za Granicą   | 10 listopada 2007 | Andrzej Person (PO)        |                            |
| Komisja Spraw Unii Europejskiej                             | 10 listopada 2007 | Edmund Wittbrodt (PO)      |                            |
| Komisja Spraw Zagranicznych                                 | 10 listopada 2007 | Leon Kieres (PO)           |                            |
| Komisja Środowiska                                          | 15 stycznia 2009  |                            | Zdzisław Pupa (PiS)        |
| Komisja Ustawodawcza                                        | 10 listopada 2007 |                            | Krzysztof Kwiatkowski (PO) |
| Komisja Ustawodawcza                                        | 18 marca 2009     | Piotr Zientarski (PO)      |                            |
| Komisja Zdrowia                                             | 10 listopada 2007 | Władysław Sidorowicz (PO)  |                            |

5 senatorów pełniło te same funkcje w Senacie VI kadencji: Jerzy Chróścikowski, Zbigniew Romaszewski, Władysław Sidorowicz, Kazimierz Wiatr i Edmund Wittbrodt.